# Château-Chalon (Weinbaugebiet)

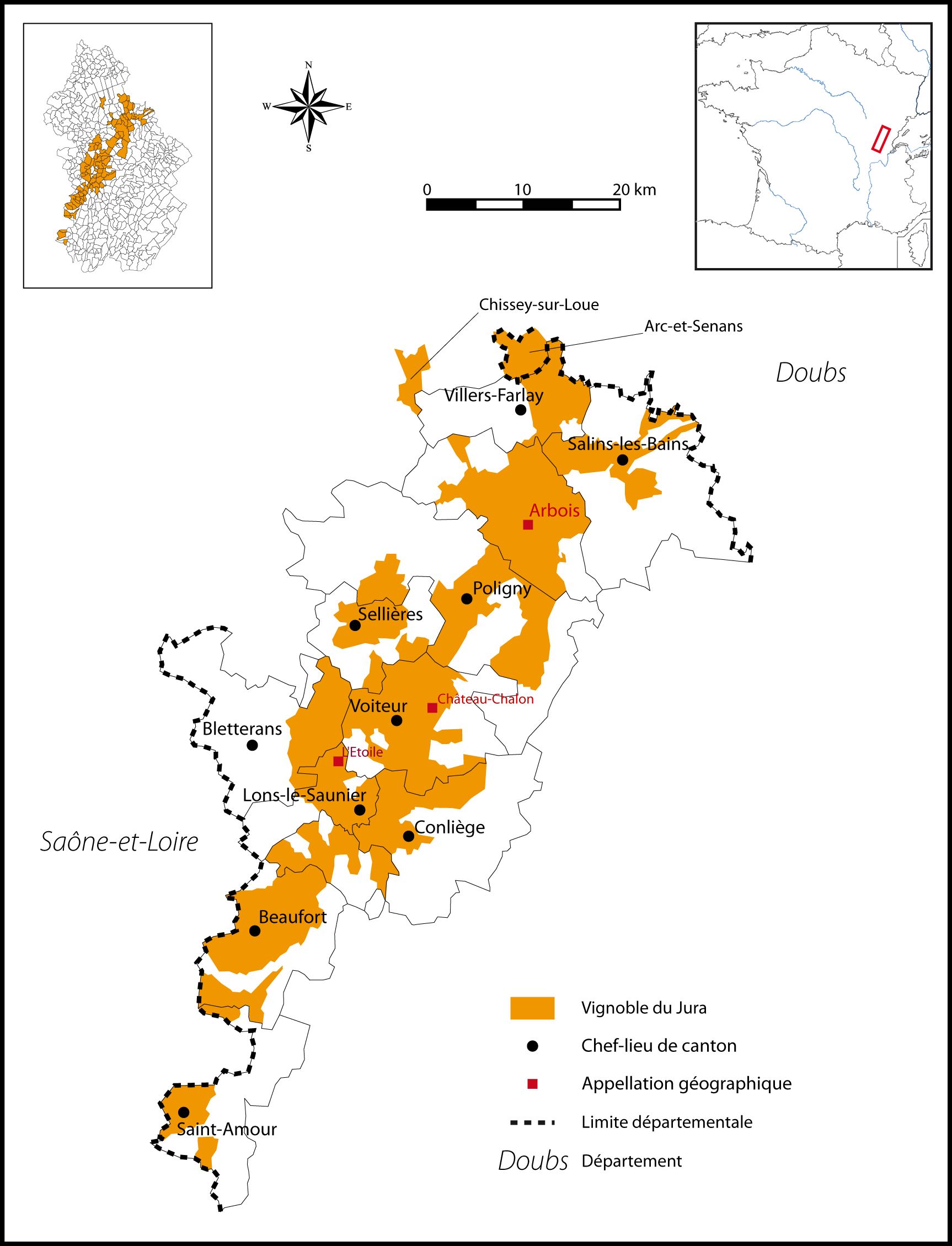
Überblick über das Weinbaugebiet Jura. Château-Chalon liegt ca. fünf Kilometer nördlich von Voiteur und ist in der Karte als roter Punkt eingetragen.

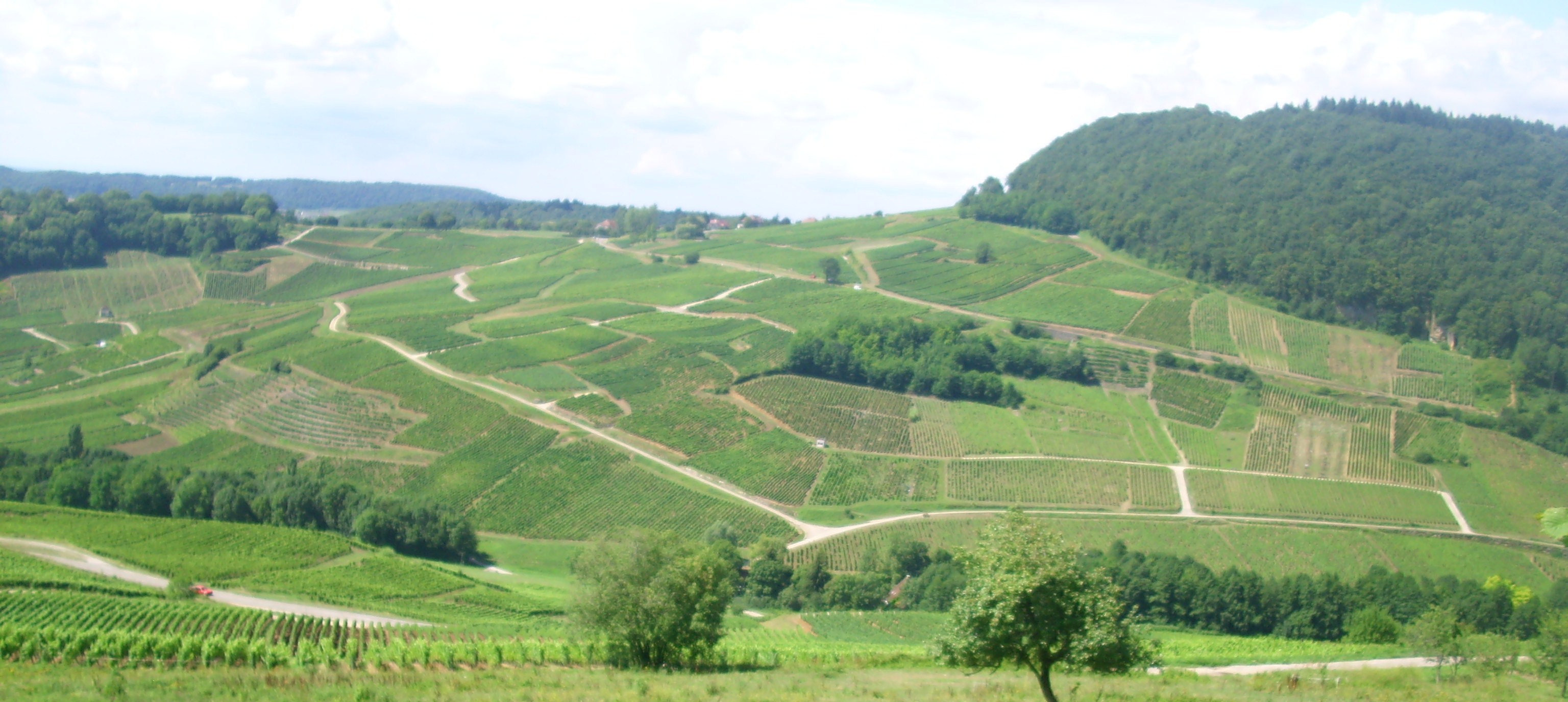
Teilansicht des Weinbaugebiets Château-Chalon

Château-Chalon ist eine Appellation des Weinbaugebiets Jura. Seit dem 29. Mai 1936 genießt das Gebiet den Status einer Appellation d’Origine Contrôlée (kurz AOC). Das Gebiet liegt circa zehn Kilometer nördlich von Lons-le-Saunier im Département Jura. Im Jahr 2005 waren insgesamt 46 Hektar Rebfläche bestockt. Hergestellt wurden dabei ca. 1.500 Hektoliter Weißwein der des Vin Jaune. Auf dem Etikett dieses Weines ist der Name des Vin Jaune jedoch nicht explizit aufgeführt.
Abgefüllt werden die Weine in ein spezielles Flaschenformat, die 0,62 cl umfassende Flasche namens Clavelin. Der Wein ist ein hervorragender Begleiter des Comté, einer Käsespezialität des Jura.
Die Rebflächen sind auf die vier Gemeinden Château-Chalon (die namensgebende Gemeinde), Domblans, Menétru-le-Vignoble und Nevy-sur-Seille verteilt.

## Rebsorten

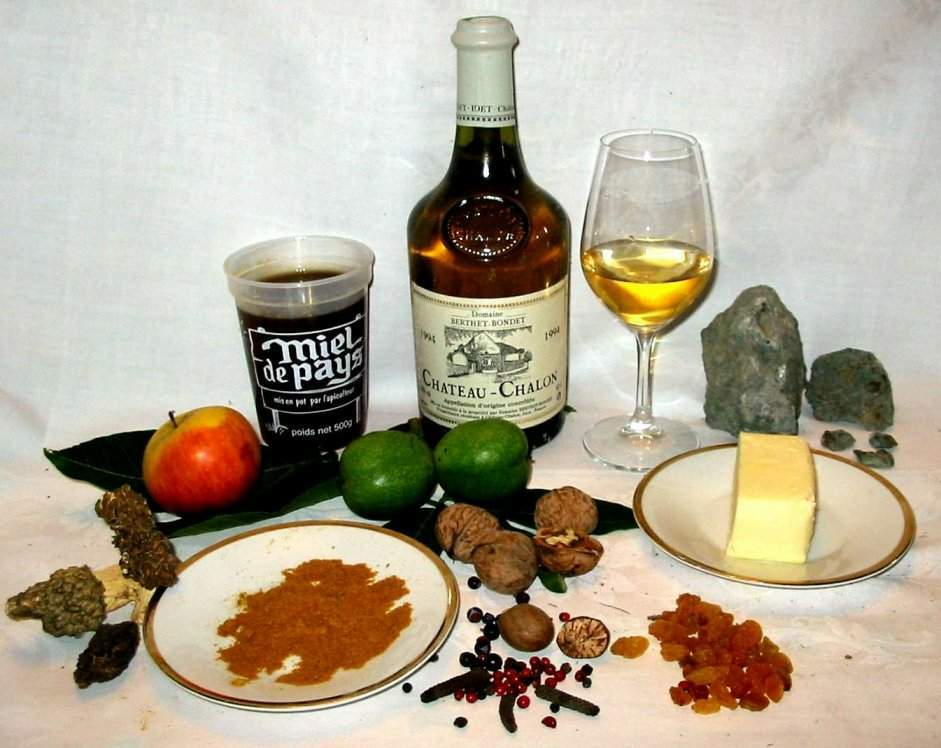
Eine Flasche Château-Chalon im Format des 0,62 l umfassenden Clavelin-Formats. Die anderen Zutaten auf dem Tisch umschreiben die nussigen Noten des Vin jaune.

Die Rebsorte Savagnin (manchmal auch Naturé genannt) ist die einzige für den sehr spezifischen Weißwein namens Vin Jaune zugelassene Sorte im ganzen Weinbaugebiet Jura. Die Lese beginnt in der Regel sehr spät, um das geforderte Mostgewicht von 204 g Zucker pro Liter zu erreichen. Viele Weinlesen beginnen daher erst im Monat November; das kontinentale Klima mit einem trockenen Sommer sorgt für ein gesundes Traubenmaterial bis in den späten Herbst hinein.